# Ester Rota Gasperoni
Ester Rota Gasperoni (geboren 1935 in Vigevano, Italien) ist eine italienische Autorin von Kinder- und Jugendliteratur.
Ihr Vater war Antifaschist und musste sich Ende des Zweiten Weltkriegs vor den italienischen Faschisten in Norditalien verstecken. Sie wanderte mit ihrer Familie erst nach Ecuador aus, später siedelte sie in die Vereinigten Staaten über, um dort im Wellesley College und der Columbia University zu studieren. Sie führte ein rastloses Wanderleben, das sie zurück nach Italien, Indien und nach Frankreich führte, wo sie sich 1977 schließlich dauerhaft niederließ. Nachdem sie zuerst Artikel und Novellen in englischer und italienischer Sprache verfasst hatte, schrieb sie 1995 ihren ersten Roman Orage sur le lac auf Französisch und behielt diese Sprache in ihren weiteren Romanen bei. Für ihr Werk erhielt sie in Frankreich mehrere Jugendliteraturpreise. 
Ester Rota Gasperonis Bruder ist der Mathematiker Gian-Carlo Rota, sie hat zwei Kinder und fünf Enkelkinder. 

## Publikationen
- Orage sur le lac. L'école des loisirs, Paris 1995, ISBN 221103134X
- L'arbre de Capuliès. L'école des loisirs, Paris 1996, ISBN 2840572206
- L'année américaine. L'école des loisirs, Paris 1997, ISBN 2211043852
- La porte d'en face. Actes Sud junior, Arles 2002, ISBN 2742737464. Illustriert von Olivier Latyk
- Pas de blagues chez les espions. Actes Sud junior, Arles 2004, ISBN 2742748857. Illustriert von Nicolas Hubesch
- Le pistomaure. Actes Sud junior, Arles 2003, ISBN 2742742875. Illustriert von Mérel.

- Deutsch: Mein kleiner Pistosaurier. Carlsen Verlag, Hamburg 2005, ISBN 3551553386. Übersetzt von Maja von Vogel, illustriert von Philip Waechter

- Orage sur le lac. Actes Sud junior, Arles 2006, ISBN 274275850X. Neufassung des Erstlingsromans